# Emily Sams
Emily May Sams (ogift Madril), född 1 juli 1999 i Boise, är en amerikansk fotbollsspelare.

## Karriär
Emily Sams inledde efter spel på collegenivå sin seniorkarriär i Racing Louisville år 2022. Under samma år var hon utlånad till BK Häcken FF. 2023 flyttade hon till Orlando Pride. Hon debuterade i USAs landslag år 2024, och ingick i det amerikanska lag som vid olympiska sommarspelen 2024 i Paris tog guld efter att ha besegrat Brasilien i finalmatchen.